# Kale veldridderzwam
De kale veldridderzwam (Melanoleuca melaleuca) is een schimmel behorend tot de familie Tricholomataceae. Hij leeft saprotroof op zandige, humeuze grond, voornamelijk in gemengde en naaldbossen, ook in graslanden.

## Kenmerken
De hoed is droog, glad, roodbruin tot grijsbruin of donkerbruin. De plaatjes zijn uitgebocht aangehecht en staan dicht bij elkaar. De steel is cilindrisch, vezelig, bleekbruin tot grijsbruin. De geur is zwak of grasachtig. De sporenprint is wit.
Kenmerkend is het ontbreken van pleuro- en cheilocystidia. De sporen zijn elipsvormig, ruw, amyloïde en meten 6,5-8,5 × 5-6 μm. 

## Vergelijkbare soorten
De kale veldridderzwam lijkt op de zwartwitte veldridderzwam, maar deze heeft meer langwerpige sporen en veel pleurocystidia.

## Verspreiding
Het is een wijdverspreide soort, bekend uit Azië, Afrika, Europa, Noord-Amerika en Oceanië.
In Nederland komt de kale veldridder matig algemeen voor.

## Taxonomie
Mede door de verwarde taxonomische definities is deze paddenstoel zeer moeilijk met zekerheid te identificeren. Verschillende autoriteiten suggereren dat er rond M. melaleuca een soortencomplex van nauw verwante soorten bestaat zonder duidelijke scheidslijnen, en dat de huidige analyse (die van auteur tot auteur verschilt) meer verduidelijking vereist. Veel van het taxonomische werk aan Melanoleuca is in Europa gedaan en de status van Noord-Amerikaanse exemplaren is minder zeker. Een artikel uit 2012 van Vizzini et al. stelt bijgewerkte definities voor op basis van DNA-analyse en suggereert dat er enige vooruitgang op deze punten wordt geboekt.